# Stará říše
Stará říše je období dějin starověkého Egypta odpovídající době vlády 3.–6. dynastie v Egyptě (přibližně 2700–2181 př. n. l.). Někteří autoři do tohoto období zařazují také 7. a 8. dynastii (pak by toto období zahrnovalo roky přibližně 2700–2160 př. n. l.). Období Staré říše následovalo po období Cínevského království, resp. po raně dynastickém období (vláda 1.–2. dynastie, 3100–2700 př. n. l.) a předcházelo První přechodné období.
Název Stará říše byl zaveden dějepisci v 19. století. Staří Egypťané ho nikdy nepoužívali, protože poslední král raně dynastického období a první panovníci Staré říše byli pravděpodobně příbuzní s královnou Nimaathap. Ta byla za vlády faraona Chasechemueje nazývána „matkou králových dětí“ a za vlády Džosera „matkou krále Horního a Dolního Egypta“. Avšak změny v královské pohřební architektuře jsou důvodem, pro rozdělení období dějin starověkého Egypta na raně dynastické období a období Staré říše.

## Správa země

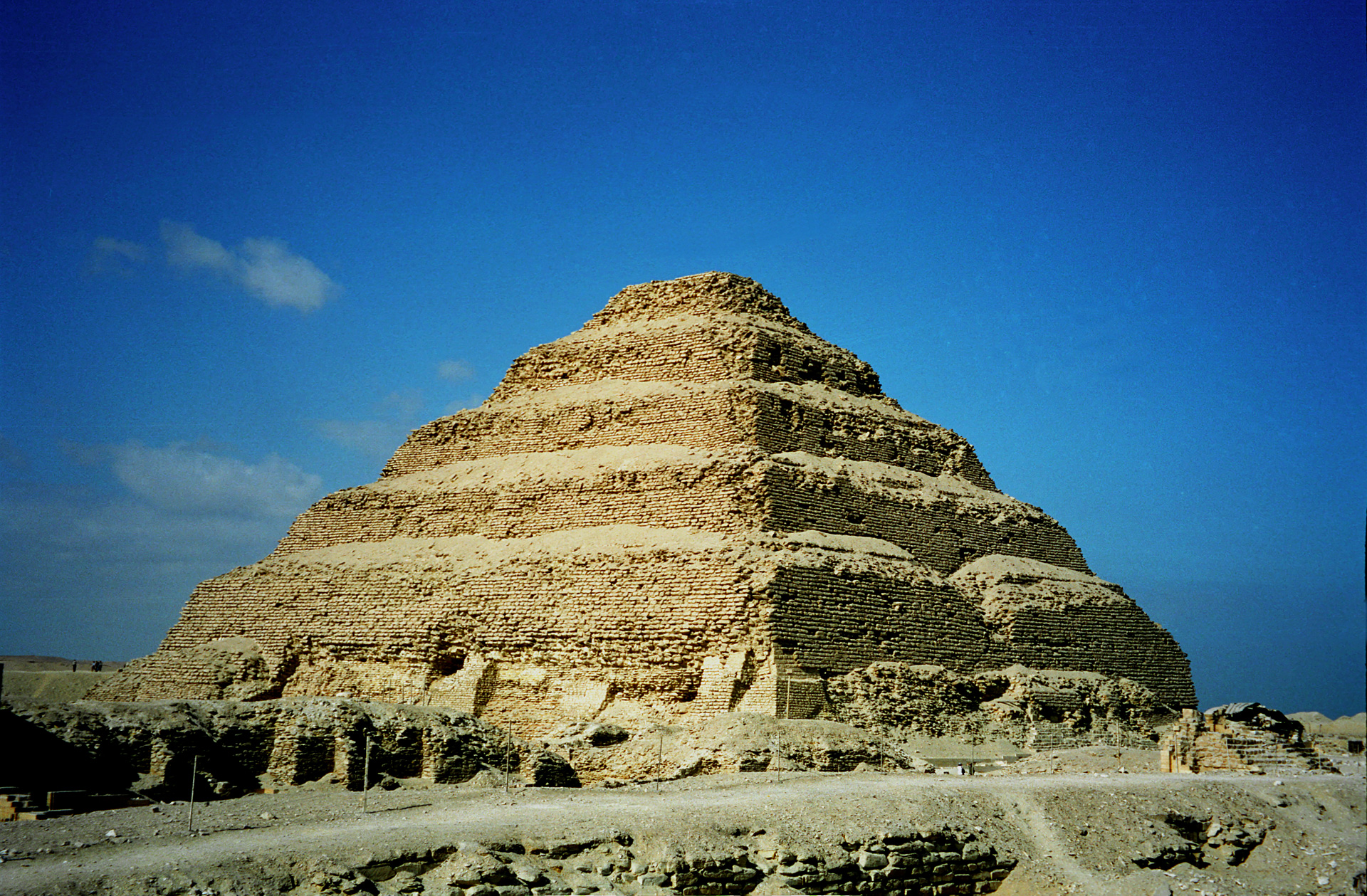
Stupňovitá pyramida faraona Džosera v Sakkáře

Je to první vrcholné období v dějinách starověkého Egypta. Po sjednocení země došlo k vytvoření nového politického centra, kterým se stalo město Memfis (egyptsky Mennofer), které leželo na hranicích mezi Horním a Dolním Egyptem. V čele země stál panovník (faraon), v rukách kterého se soustředila všechna politická, náboženská a vojenská moc.
Jeho pomocníky a zástupci byli vezírové (egyptsky catej), jeden pro Horní a druhý pro Dolní Egypt. Původně to byli příslušníci královské rodiny (synové), později schopní úředníci. Skutečnost, že jednotný Egypt vznikl sloučením dvou částí, se odrážela i v tom, že byli vždy dva úředníci vedle sebe. Součástí byrokratického centralistického aparátu byly i chrámy a jejich knězi, kteří zabezpečovali správu země a náboženské funkce.
Na regionální úrovni se Egypt dělil na oblasti (řecky nomy), v čele kterých stáli nomarchové. Ti zabezpečovali výkon státní správy, řídili svěřené oblasti, organizovali zemědělské práce. Když se ke konci období rozkládala státní správa, nomarchové převzali správní moc a zabezpečovali existenci jednotlivých nomů.

## Politické dějiny
Sjednocený Egypt se stabilizovanou vládou dosáhl v tomto období svého prvního politického a kulturního rozkvětu. Moc faraonů sahala od Středozemního moře na severu až po první katarakt na Nilu. Z obou stran Nilu byla krajina chráněna pouští, proto ji nikdo neohrožoval. Politická moc byla stabilizována, přecházela z otce na syna.
Z nálezů je patrné, že Egypt udržoval čilé obchodní styky s asijskými kraji, se kterými sousedil, a s Núbií. Dováželo se zlato, slonovina a také dobytek. Z období 3. dynastie byly na Sinajském poloostrově ve Vádí Marára nalezeny v lomech do tyrkysu a malachitu vytesány jména Džosera a Sechemcheta. Dokládají tak rozsáhlost Egyptské říše.
Egypt se postupně rozšiřoval především směrem na jih do Núbie, odkud panovník Snofrev přivezl několik tisíc zajatců, zlato a dobytek. Z doby vlády tohoto panovníka pochází také zprávy o stavbě lodi z cedrového dřeva, které bylo pravděpodobně dovezeno po moři z Libanonu.
Vládcové 5. dynastie se museli bránit před nájezdy Libyjců na západě, ale rozšiřoval se také obchod směrem na severovýchod. Faraon Sahure se pokusil zajistit bezpečnost Egypta výpravami proti Libyjcům na západě a Beduínům na severozápadě Egypta. Obchodovalo se se syrsko-palestinským pobřežím a také se zemí Punt (Pvévent), která se pravděpodobně nacházela na somálském pobřeží.

## Panovnické dynastie

### 3. dynastie
Nejvýznamnějším panovníkem je Necerierchet Džoser, který nechal vybudovat první rozlehlý komplex kamenných staveb. Nejznámější je jeho stupňovitá pyramida v Sakkáře. Jeho vezírem byl Imhotep, lékař a spisovatel, domnělý autor koncepce pyramidy.

### 4. dynastie

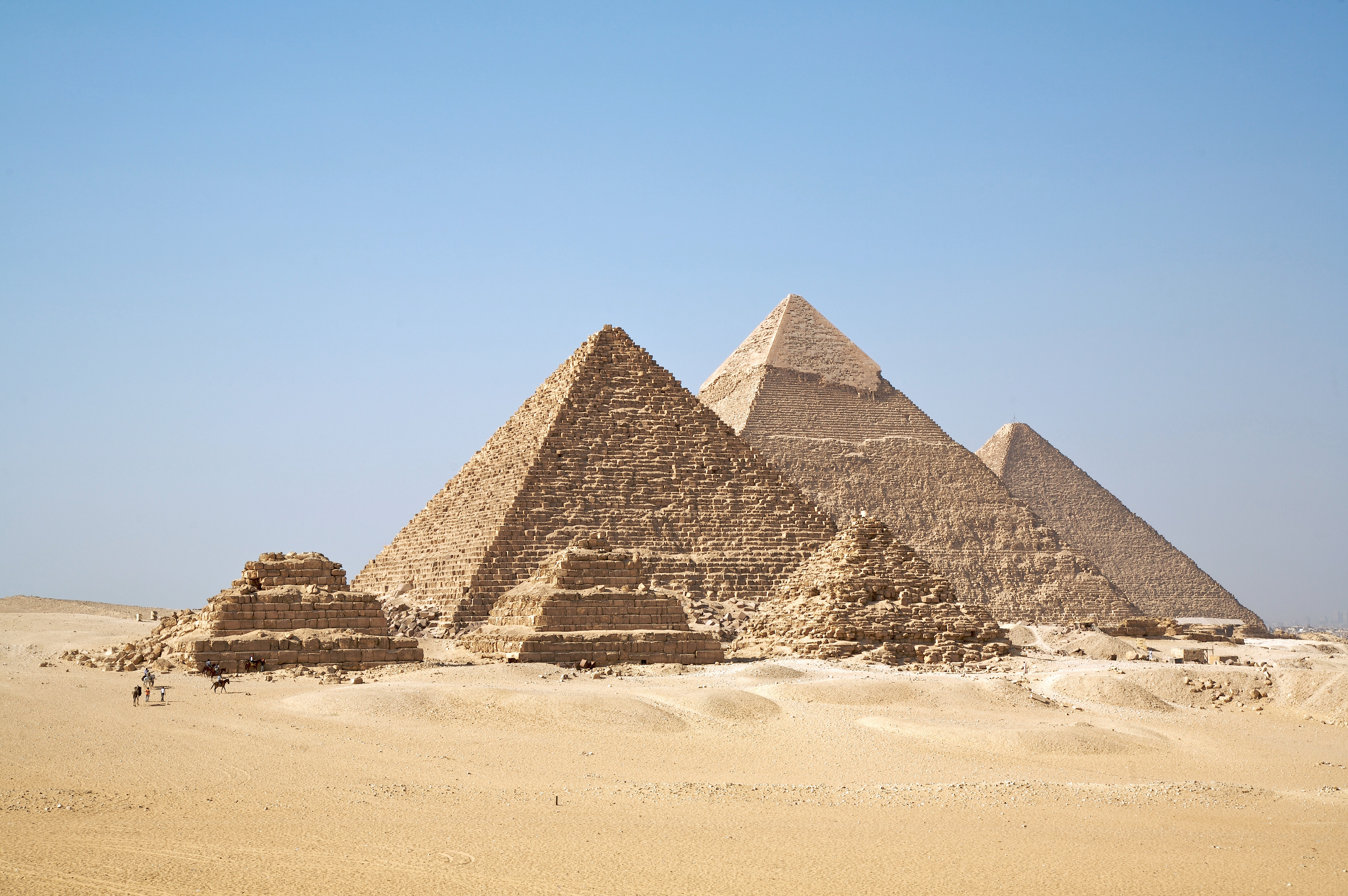
Pyramidy v Gíze. Zprava odzadu pyramida faraona Chufua, Rachefa, Menkaura. Před nejmenší pyramidou faraona Menkaura se nachází tři malé pyramidy královen

V tomto období dosáhl Egypt největší stupeň rozvoje. Panovník Nebmaatré Snofrev začal se stavbou dvou pyramid (Růžová, Lomená) v Dahšůru a patrně dokončil v Medúmu pyramidu svého předchůdce faraona Huneje. Jeho následovníci ve stavbě pyramid pokračovali.
Cheopsova pyramida v Gíze s rozměry 230 × 230 × 146 m) je největší pyramidou. Poblíž se nachází Rachefova (nebo Chafré, řec. Chefrén) a Menkaureova (řec. Mykerinos). Jejich tři pyramidy patří mezi největší stavby starověku vůbec. Výstavba pyramid, kterou zabezpečovalo svobodné obyvatelstvo země – zemědělci, značně vyčerpávala krajinu a její obyvatelstvo. Na druhé straně byly pyramidy symbolem hospodářské a politické moci Egypta.
Faraon Radžedef svou pyramidu v Abú Roaši severozápadně od Gízy nedokončil, faraon Šepseskaf si nechal postavit v Sakkáře mastabu.
V okolí pyramid byly zakládány rozsáhlé zádušní chrámy a hrobky pro vysoké hodnostáře.

### 5. dynastie
Někteří panovníci (Veserkaf, Venis) pokračovali ve stavbě pyramid v Sakkáře, ale panovník Sahure začal s budováním pohřebiště u Abúsíru, severně od Sakkáry.

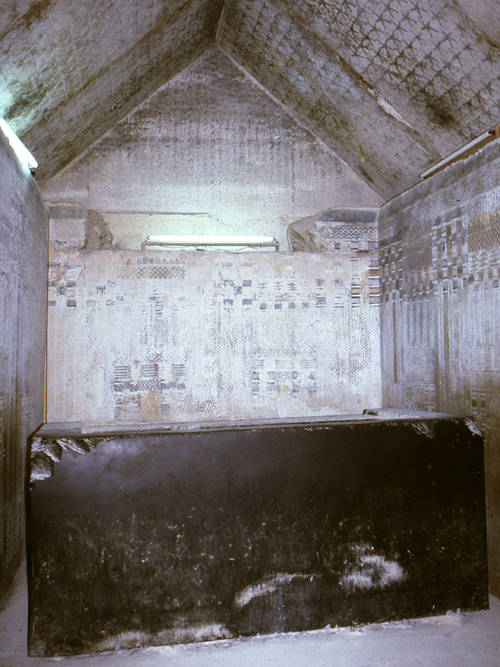
Vnitřní část Venisovy pyramidy v Sakkáře s Texty pyramid

Venisova pyramida obsahuje poprvé Texty pyramid, což jsou náboženské texty, které doprovázely mrtvého na onen svět. Některé části možná pocházejí z předhistorických dob.
V této době začali významné úřady zastávat i lidé nekrálovského původu, protože došlo k nárůstu počtu administrativních úředníků. Jedním z nich byl Ptahšepses, který byl původně královským holičem a manikérem a nakonec se stal vezírem. Králové své úředníky odměňovali pozemky i s lidmi, kteří na nich pracovali. Moc místních správců a vládců jednotlivých nomů tak rostla a sociální rozdíly mezi obyvateli se zvětšovaly.

### 6. dynastie
V tomto období se začala projevovat stagnace země. Za dlouhé, slabé vlády panovníka Pepiho (Pjopije) II., který vládl údajně 64 let, došlo k úpadku panovníkovy moci. Po jeho smrti došlo k sociálním nepokojům, vnitřním rozbrojům a bojům o moc mezi jednotlivými nomarchy, k nájezdům vnějších nepřátel a úpadku zemědělství. Nakonec se země rozdělila na několik nezávislých částí a Egypt vstoupil do období svých dějin, které se označuje jako První přechodné období (asi 2181–2040 př. n. l., vláda 7.–10. dynastie).

## Hospodářství
Během období Staré říše vzrostl výrazně počet profesionálních řemeslníků. Tento vzrůst byl umožněn lepší organizací administrativy a zvyšováním zemědělské produkce zavlažováním a rozšiřováním obdělávané zemědělské půdy. Při obdělávání půdy byl používán dřevěný pluh tažený dobytkem.
Důležité obce se stávaly hlavními městy nomů a hlavní město se pravděpodobně nacházelo na špici nilské delty na rozhraní Horního a Dolního Egypta.

## Kultura

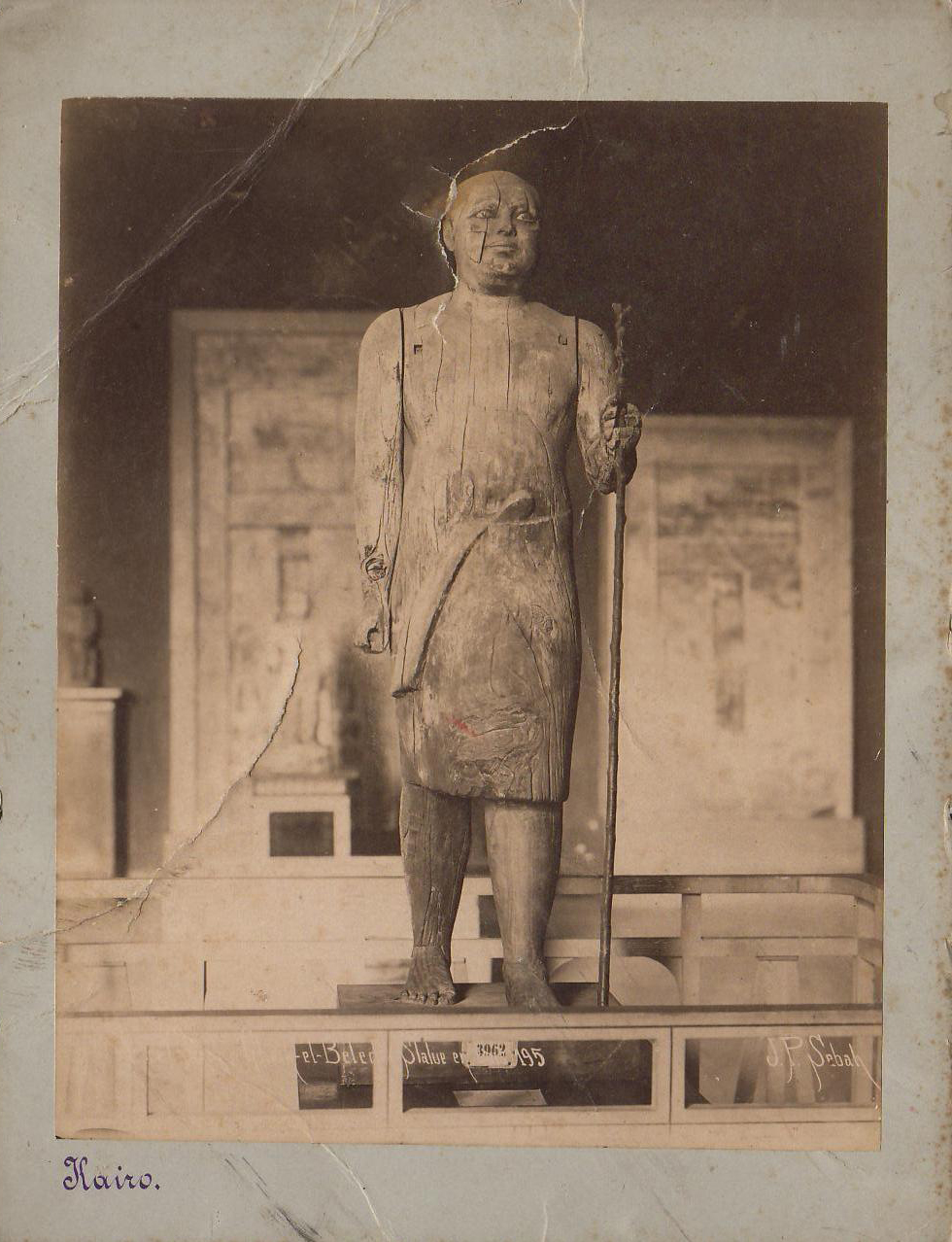
Dřevěná socha „vesnického starosty“ Kaapera

Kultura tohoto období je především symbolizována stavbou pyramid, které sloužily jako hrobky faraonů, členů jejich rodin (manželky, děti) a vysokých státních úředníků. Se stavbou pyramid je spojena víra v posmrtný život, kterého bezpodmínečnou podmínkou je zachovaní tělesné schránky člověka. Od přírodní mumifikace Egypťané dospěli k specifickým a složitým obřadům a postupům balzamování těl, s vyjímáním vnitřních orgánů a jejich ukládáním do samostatných nádob – kanop. Při hrobkách panovníků byly ukládány také čluny, na kterých se přepravovali do světa mrtvých.
Součástí výzdob pyramid se stávají během období 5. dynastie i Texty pyramid.
V tomto období se objevují monumentální sochy panovníků, obyčejně z kvalitních druhů kamene (mramor, čedič, diorit), ale ke konci období i (dřevěné) sochy starostů a písařů, které odrážejí jejich postavení i sebevědomí.